# Кук, Пол
Пол Томас Кук (англ. Paul Thomas Cook; род. 20 июля 1956 года) — британский рок-музыкант, участник Man-Raze. Более известен, как бывший барабанщик и один из основателей  панк-группы Sex Pistols.

## Начало карьеры
Пол Кук родился и вырос на Хаммерсмите в Лондоне. Там он учился в школе, в которой встретил Стива Джонса. В 1972—1973 Кук и Джонс вместе с ещё одним их школьным другом Уолли Найтингэйлом собрали группу The Strand (названную в честь песни Roxy Music). Стив был вокалистом, Пол играл на барабанах, а Уолли на гитаре. Кук был единственным членом группы, который купил все элементы оборудования ударной установки, а не украл её. После ухода Найтингейла в середине 70-х группа была переименована в The Swankers. В течение следующих трёх лет The Swankers постепенно трансформировались в Sex Pistols.

## Последующая карьера
Когда Sex Pistols внезапно распались после их заключительного концерта в Сан-Франциско 14 января 1978, Кук и Джонс сначала работали над саундтреком к фильму Малкольма Макларена «Великое Надувательство Рок-н-ролла», а позже основали свою группу The Professionals вместе с Энди Алленом. The Professionals выпустили всего один альбом «I Didn’t See It Coming» и распались в 1982 после серьёзной автокатастрофы. Их второй одноимённый альбом «The Professionals» 1980 года был издан лишь в 1990 и 1997 годах. Параллельно с работой в Sex Pistols вместе с Джонсом записывался соло на альбоме Джонни Тандерса «So Alone».
Также в начале 1980-х Кук сотрудничал с женской группой новой волны Bananarama. Он помог трио записать сингл «Aie Mwana» и спродюсировал их дебютный альбом 1982 года «Deep Sea Skiving».
В конце 1980-х Кук играл в группе Chiefs of Relief, в прошлом называвшейся Bow Wow Wow. В 1996 году он в составе воссоединившихся Sex Pistols отправился в знаменитый Filthy Lucre world tour, по материалам которого позже вышел концертный альбом.
8 ноября 2007 Sex Pistols, включая Пола Кука, дали концерт для 30-й годовщине их легендарного альбома Never Mind The Bollocks, Here's The Sex Pistols в Брикстонской академии. В 2008 Sex Pistols появились на фестивале острова Уайт, а также на фестивалях в Швеции и Шотландии и дали мировой тур в том числе впервые посетив Россию.
В настоящее время Пол Кук играет на барабанах в группе Man-Raze, которую основал в 2004 году совместно с Филом Колленом (ex-Def Leppard) и Саймоном Лэффи (ex-Girl). В 2008 году они выпустили альбом «Surreal».
В октябре 2018 года Кук совместно со Стивом Джонсом (Sex Pistols), Билли Айдолом и Тони Джеймсом (Generation X) дали совместное выступление в клубе Roxy, Западный Голливуд, под именем «Generation Sex».

## Личная жизнь
Пол Кук проживает в Лондоне с женой Дженни. У них есть дочь Холли (участница панк-рок-группы Slits). Кук также играет в футбол в команде Hollywood United.

## Дискография

### В составе Sex Pistols
- Never Mind The Bollocks, Here's The Sex Pistols (1977)
- The Great Rock'n'Roll Swindle (1979)
- Some Product: Carri On Sex Pistols (1979)
- Flogging A Dead Horse (1980)
- Kiss This (1992)
- Filthy Lucre Live (1996)
- Jubilee (2002)
- Sex Pistols (Box Set) (2002)

### В составе The Professionals
- The Professionals (материал 1980 года, изданный в 1990 и 1997 годах)
- I Didn’t See It Coming (1981)

### В составе Man-Raze
- Surreal (2008)

## Фильмография
- 1979 Великое надувательство рок-н-ролла
- 1992 Live At The Winterland
- 2000 Грязь и ярость
- 2001 Live At The Longhorn
- 2002 Sex Pistols — Never Mind the Bollocks (док фильм из серии «Великие альбомы прошлого»)
- 2008 There’ll Always Be An England